# Hermann Schlatt
Hermann „Manes“ Schlatt (* 21. Januar 1910 in Bocholt; † 1. Dezember 2004) war ein deutscher Plastiker und Mundartschriftsteller.

## Leben

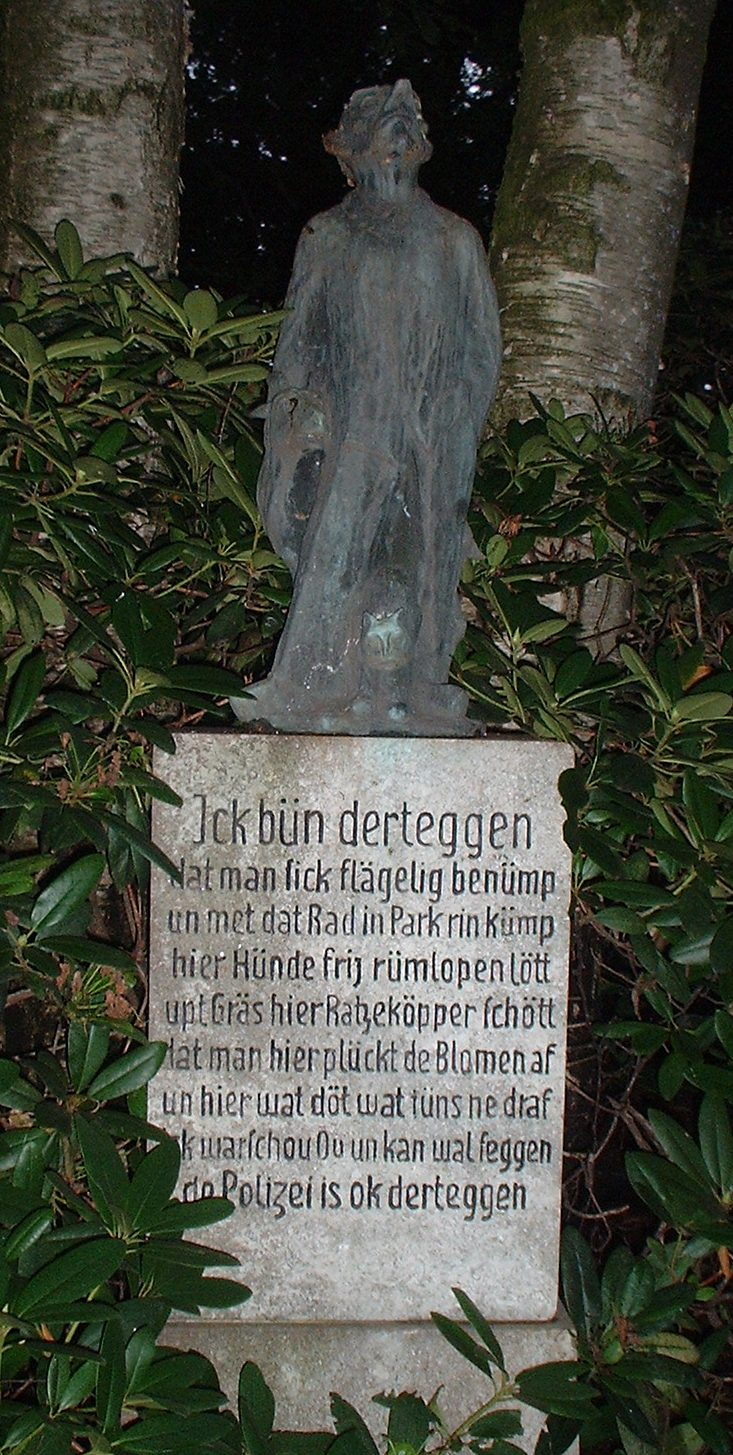
Der Meckermann (Bronzefigur 2005)

Schlatt studierte von 1929 bis 1932 Bildhauerei und Grafik an der Kunstgewerbeschule in Münster. Anschließend machte er sich als freischaffender Künstler in Bocholt selbständig. Sein Studium setzte er später an der Kunstakademie Düsseldorf fort. Er war Soldat im Zweiten Weltkrieg und geriet in sowjetische Gefangenschaft, in der er bis 1949 verblieb.
Parallel zur selbstständigen Arbeit war er von  1968 bis 1975 als Kunsterzieher am St.-Georg-Gymnasium in Bocholt tätig, außerdem gab er von 1964 bis 1989 Kurse bei der Volkshochschule im Modellieren in Ton.
Als Bildhauer wurde er in seiner Heimatstadt Bocholt durch zahlreiche Werke bekannt, von denen sich viele in städtischem Besitz befinden. Zu den bekanntesten Werken gehört seine Neugestaltung der Meckermann-Statue im Langenbergpark.
Neben seiner Tätigkeit als Bildhauer schrieb er auch Texte in Westmünsterländer Mundart.
Schlatt lebte bis zu seinem Tode 2004 mit seiner Ehefrau Anna in Bocholt.

## Auszeichnungen
- 1979: Bundesverdienstkreuz am Bande
- 1980: Martinsplakette des Heimatvereins Bocholt
- 1983: Bocholter Stadtplakette in Bronze

## Werke (Auswahl)
- Ehrenmal am St.-Georg-Gymnasium Bocholt (1956)
- Neugestaltung der bekannten Figur Meckermann im Langenbergpark
- Mahnmal am ehemaligen Standort der Bocholter Synagoge (1980)
- Pforte am Städtischen Mariengymnasium Bocholt (1950)
- Kanzel in der Pfarrkirche St. Georg Bocholt (1952)

Maßgeblichen Anteil hatte Schlatt auch beim Wiederaufbau des Historischen Rathauses Bocholt in den 1950er Jahren.

## Schriften
- Bewahrt aus der Zeit: Bildhauer Hermann Schlatt. Bocholt
- Skulpturen, Zeichn., Holzschn., Aquarelle, Texte. Verein für Heimatpflege, Bocholt und EUREGIO-Kunstkreis, Bocholt 1981.
- Bockeltse Originale. Temming,  Bocholt 1987, 1988.
- vörtieden un vandage. Hermann („Manes“) Schlatt. Unser Bocholt. Jg. 43, 1992, H. 6 (Sonderheft).